# Vườn quốc gia Manuel Antonio

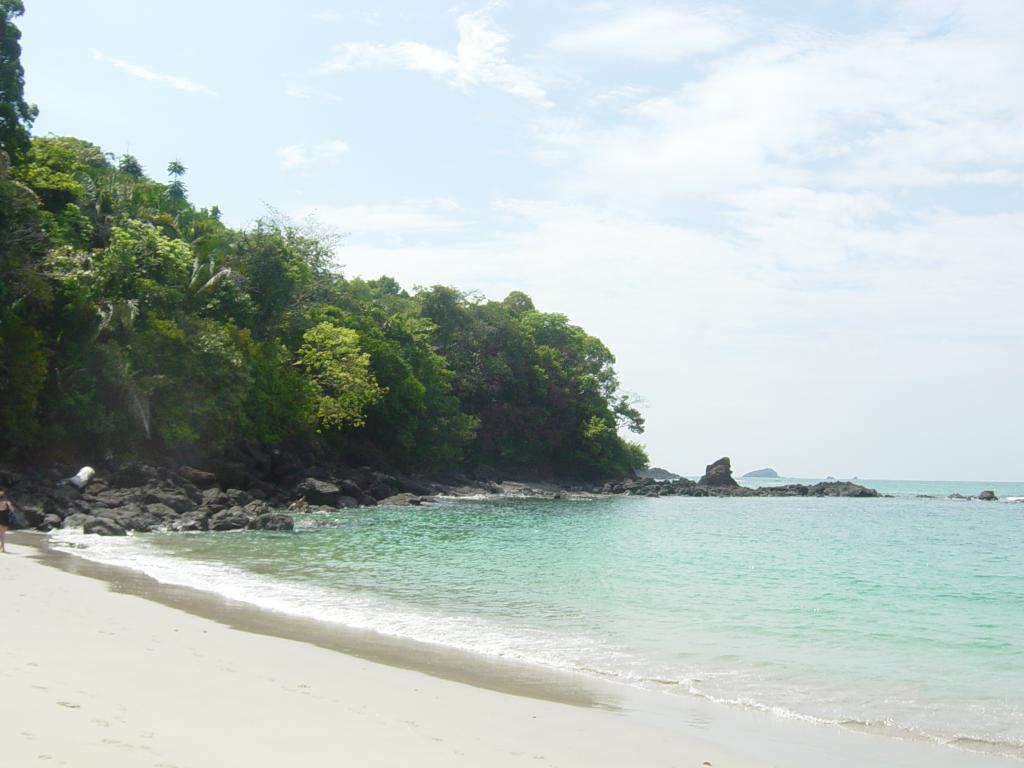
Một bãi biển của vườn quốc gia.

Vườn quốc gia Manuel Antonio (tiếng Tây Ban Nha: Parque Nacional Manuel Antonio) là một vườn quốc gia nhỏ ở Khu bảo tồn Trung Thái Bình Dương, nằm bên bờ biển Thái Bình Dương của Costa Rica. Nó nằm ngay phía nam thành phố Quepos thuộc tỉnh Puntarenas, cách thủ đô San José 132 km (82 mi). Được thành lập vào năm 1972 với diện tích 1.983 hecta, nó là vườn quốc gia nhỏ nhất của đất nước và là khu vực nổi tiếng với những bãi biển đẹp và con đường đi bộ đường dài. Năm 2011, vườn quốc gia được Forbes liệt kê là một trong số 12 vườn quốc gia đẹp nhất thế giới.

## Mô tả
Vườn quốc gia này có cảnh quan ấn tượng, bao gồm một số vịnh nhỏ, bãi cát trắng và những khu rừng tươi tốt trên núi. Khí hậu mát mẻ cùng với nhiều danh thắng khiến nó là một điểm thu hút khách du lịch trong và ngoài nước. Trong ranh giới vườn quốc gia này là bốn bãi biển gồm Manuel Antonio, Espadilla Sur, Teloro và Playita là những địa điểm tuyệt vời cho hoạt động lặn biển bằng ống thở.
Mặc dù là vườn quốc gia nhỏ nhất của Costa Rica, nhưng nó lại có sự đa dạng tuyệt vời với 109 loài động vật có vú và 184 loài chim. Một số loài đáng chú ý gồm Lười họng nâu, Lười hai ngón Hoffmann, Khỉ hú, Khỉ sóc trung Mỹ, Khỉ thầy tu mặt trắng Panama, Cự đà đen, Cự đà xanh, Thằn lằn Giêsu Nam Mỹ, Gấu mèo mũi trắng cùng nhiều loài rắn. Trong khi các loài chim là sự có mặt của Chim Toucan, Gõ kiến, Chim Potoo, Sả đuôi trĩ, Vẹt đuôi dài và  Diều hâu. Ngoài bờ biển thi thoảng bắt gặp Cá heo cùng những đàn Cá voi di cư.
Trước đây, Manuel Antonio là vườn quốc gia được ghé thăm nhiều thứ hai tại Costa Rica chỉ sau Vườn quốc gia Núi lửa Poás nằm gần San José. Tuy nhiên những vụ phun trào núi lửa gần đây khiến Poás bị đóng cửa vô thời hạn và Manuel Antonio trở thành vườn quốc gia được ghé thăm nhiều nhất tại Costa Rica.